# TRIR
TRIR (англ. Telomerase RNA component interacting RNase) – білок, який кодується однойменним геном, розташованим у людей на короткому плечі 19-ї хромосоми. Довжина поліпептидного ланцюга білка становить 176 амінокислот, а молекулярна маса — 18 419.
| 10         |  | 20         |  | 30         |  | 40         |  | 50         |
| ---------- |  | ---------- |  | ---------- |  | ---------- |  | ---------- |
| MAARGRRAEP |  | QGREAPGPAG |  | GGGGGSRWAE |  | SGSGTSPESG |  | DEEVSGAGSS |
| PVSGGVNLFA |  | NDGSFLELFK |  | RKMEEEQRQR |  | QEEPPPGPQR |  | PDQSAAAAGP |
| GDPKRKGGPG |  | STLSFVGKRR |  | GGNKLALKTG |  | IVAKKQKTED |  | EVLTSKGDAW |
| AKYMAEVKKY |  | KAHQCGDDDK |  | TRPLVK     |  |            |  |            |

A: Аланін

C: Цистеїн

D: Аспарагінова кислота

E: Глутамінова кислота

F: Фенілаланін

G: Гліцин

H: Гістидин

I: Ізолейцин

K: Лізин

L: Лейцин

M: Метіонін

N: Аспарагін

P: Пролін

Q: Глутамін

R: Аргінін

S: Серин

T: Треонін

V: Валін

W: Триптофан

Задіяний у такому біологічному процесі, як ацетилювання. 